# 梁楷
梁 楷（りょう かい、拼音:Liáng Kǎi、リアン・カイ、生没年不詳）は、中国南宋の画家。
東平府須城県の出身。13世紀初の嘉泰年間に宮廷画家の最高位である画院待詔となった。金帯を賜与されたものの関心を示さず柱に掛けて帰ったといわれる。酒を好み、画院画家としては型破りな性格で、狂人を意味する梁風子と号した。細密な院体画を描く一方で、減筆体と称される粗放な人物画をよくした。牧谿・玉澗とともに日本の水墨画に大きな影響を与えた。

## 作品

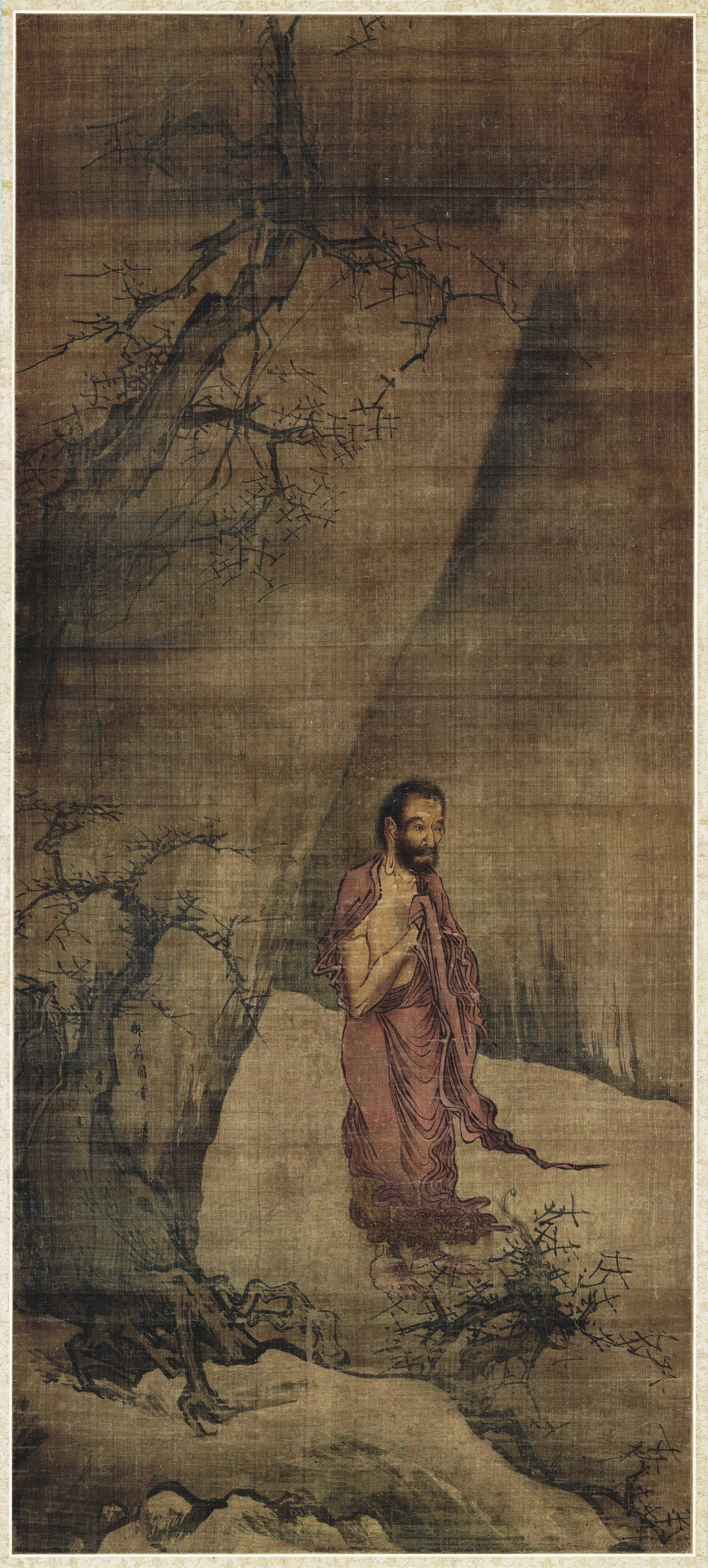
「出山釈迦図」絹本着色、117.6×51.9cm、南宋時代・13世紀、東京国立博物館蔵、国宝、東山御物
「雪景山水図」絹本着色、110.3×49.7cm、南宋時代・13世紀、東京国立博物館蔵、国宝、東山御物
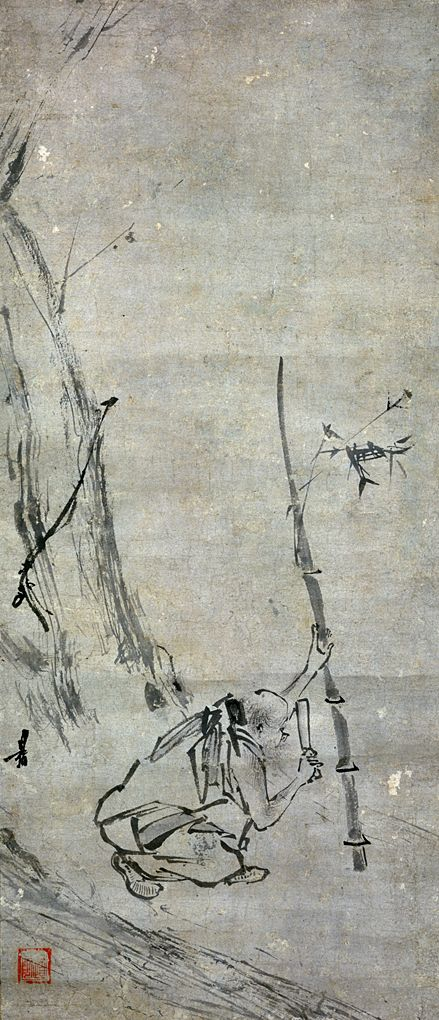
「六祖截竹図」（ろくそさいちくず、りくそせっちくず）紙本墨画、72.7×31.5cm、南宋時代・13世紀、東京国立博物館蔵、重要文化財
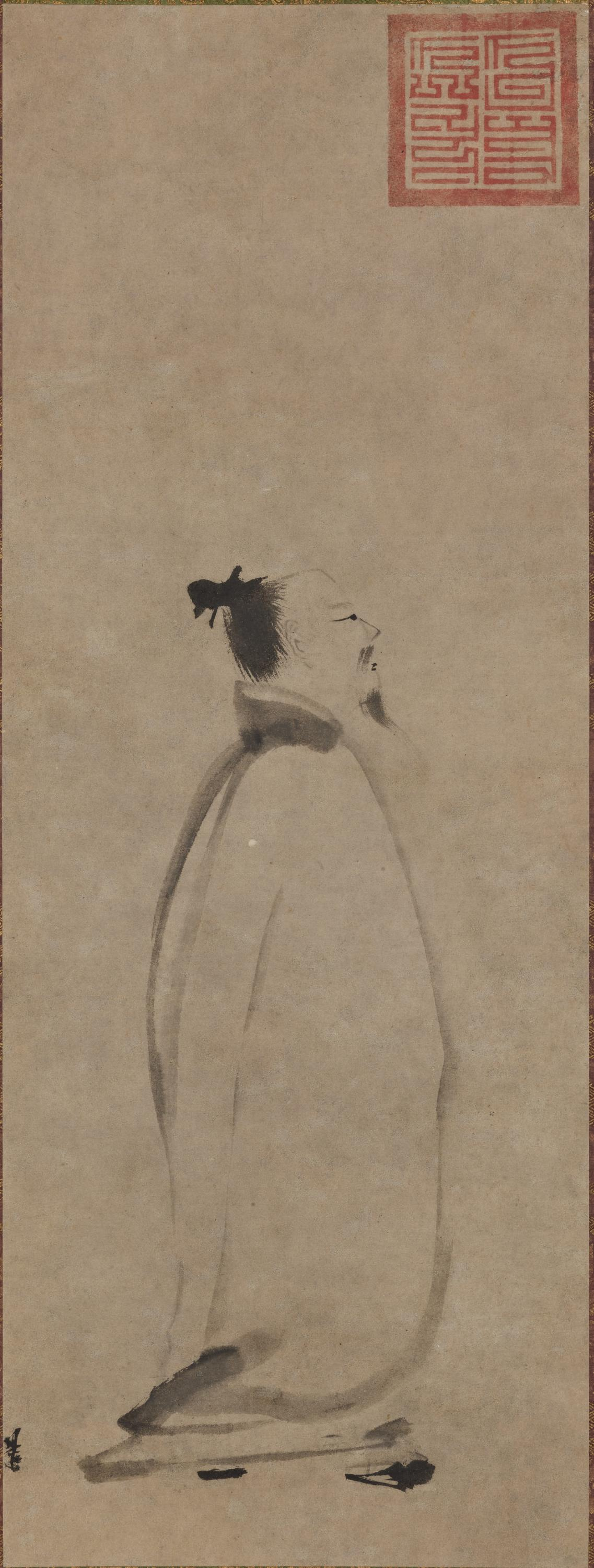
「李白吟行図」紙本墨画、81.1×30.5cm、南宋時代・13世紀、東京国立博物館蔵、重要文化財
「潑墨仙人図」48.7×27.7cm、南宋時代・13世紀、国立故宮博物院蔵
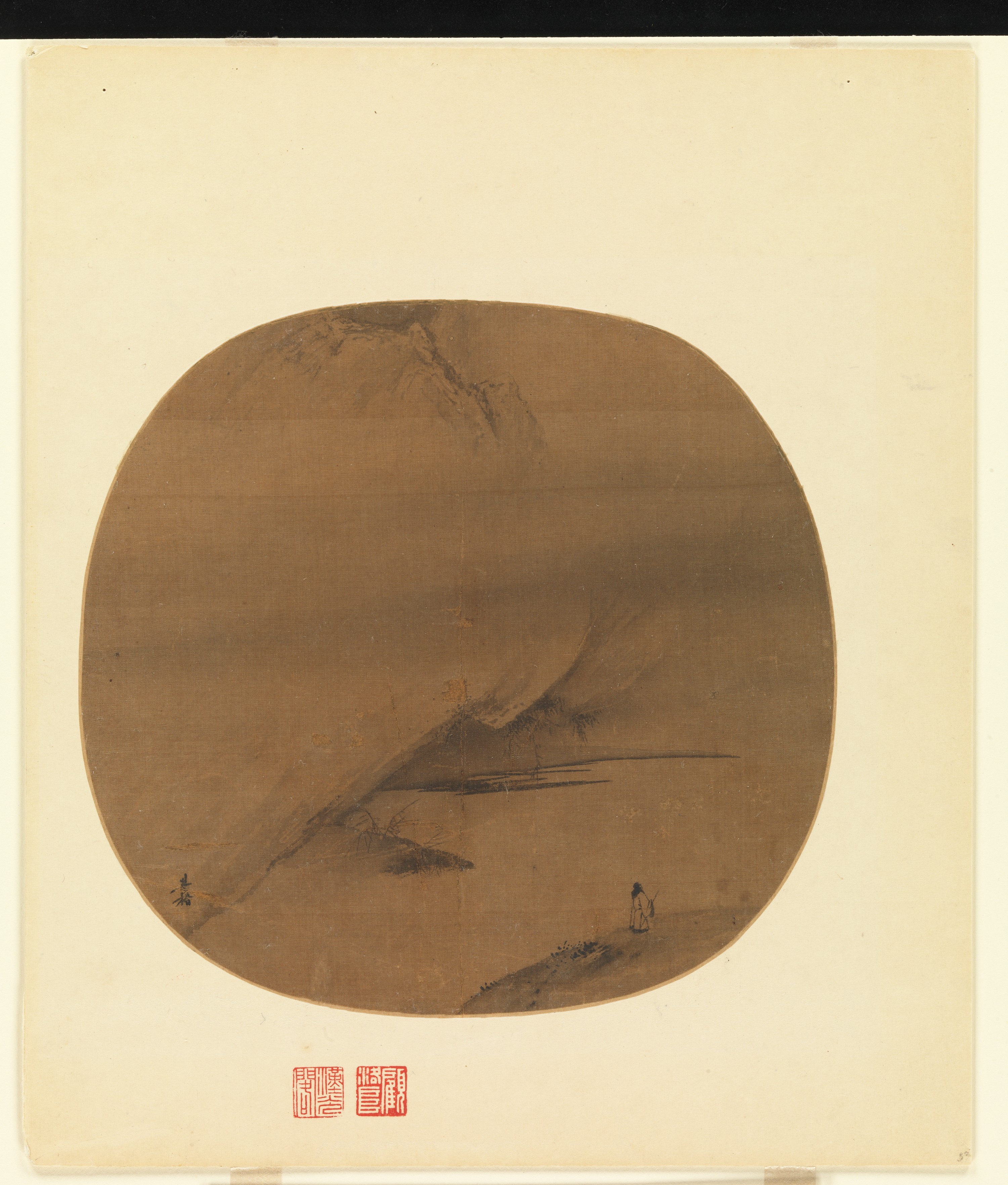
「沢畔行吟図」絹本着色、22.9×24.3cm、南宋時代・13世紀、メトロポリタン美術館蔵